# Pseudonigrita cabanisi
Pseudonigrita cabanisi là một loài chim trong họ Ploceidae.